# Bohdan Sołtys
Bohdan Stanisław Sołtys (ur. 6 maja 1894 w Kluczborku, zm. 12 września 1939 w Sapach) – podpułkownik piechoty Wojska Polskiego, kawaler Orderu Virtuti Militari.

## Życiorys
Syn Joachima (działacza społecznego, oficera Departamentu Wojskowego Naczelnego Komitetu Narodowego) i Heleny z d. Spława-Nayman. Do dziesiątego roku życia mieszkał na Górnym Śląsku, gdzie uczył się w niemieckich szkołach ludowych. Od roku 1905 mieszkał we Lwowie. Ukończył w tym mieście gimnazjum, zdając w 1913 r. maturę, oraz rozpoczął studia na politechnice, które przerwał w 1914 r. (będąc studentem II roku) ze względu na wybuch wojny . W latach 1912–1914 działał w harcerstwie - w 1 drużynie przy Polskim Towarzystwie Gimnastycznym „Sokół-Macierz” we Lwowie. Po wybuchu I wojny światowej wraz z całą drużyną harcerską wstąpił (w dniu 28 sierpnia 1914 r.) do Legionu Wschodniego, a po jego rozwiązaniu (dnia 21 września 1914 r.) w Mszanie Dolnej udał się pieszo pod Szczucin, aby dołączyć do I Brygady Legionów Polskich. Zatrzymany został przez oddziały 72 austro-węgierskiego pułku piechoty. W dniu 10 października 1914 r. został ranny pod Rozwadowem, po czym w Krakowie wstąpił do Legionu Zachodniego. Do końca 1914 r. przebywał w Jabłonkowie jako rekonwalescent. 1 stycznia 1915 r. superarbitrowany i uznany za inwalidę niezdolnego do służby z powodu przestrzelenia ręki, wstąpił jednakże do kawalerii i znalazł się w kadrze 2 pułku ułanów II Brygady Legionów Polskich (początkowo służył jako patrolowy). W maju 1915 r. wyruszył na front w szeregach 5 szwadronu 2 pułku ułanów Legionów Polskich i uczestniczył w walkach do jesieni 1917 roku (od września 1916 r. Legiony Polskie zostały przekształcone w Polski Korpus Posiłkowy). Wymieniony został jako uprawniony do odznaczenia austriackim Krzyżem Wojskowym Karola. W październiku 1917 r. zachorował na tyfus i leczony był w przemyskim szpitalu. Od lutego 1918 r. uczył się w Szkole Podchorążych w Bolechowie. Internowany w obozie Bustia Haza pod miastem Huszt, za odmowę złożenia przysięgi na wierność monarchii austro-węgierskiej. W maju 1918 roku został skierowany do grupy wojsk austro-węgierskich stacjonującej pod Udine („P” Gruppe) i odesłany z powrotem jako pruski poddany. Zdezerterował w lipcu tr. i podjął pracę jako rysownik w przedsiębiorstwie demobilizacyjnym pod Złoczowem .
Na wieść o walkach pod Lwowem przedarł się przez linie ukraińskie i w dniu 17 listopada 1918 r. wstąpił do oddziałów obrony Lwowa walczących na I odcinku. Następnie wcielony został do 1 kompanii karabinów maszynowych w 1 pułku strzelców lwowskich (przemianowanym wkrótce na 38 pułk piechoty). W szeregach 38 pułku piechoty uczestniczył w wojnie polsko-ukraińskiej i wojnie polsko-bolszewickiej. Awansowany do stopnia podchorążego, ranny 16 kwietnia 1919 r. pod Czartowską Skałą (w Winnikach koło Lwowa). Dekretem z 9 grudnia 1919 r. mianowany został podporucznikiem w piechocie z dniem 1 grudnia 1919 roku . W toku walk objął dowództwo nad 1 kompanią karabinów maszynowych 38 pp. Na mocy dekretu Wodza Naczelnego z dnia 21 grudnia 1920 r. został mianowany z dniem 1 kwietnia 1920 roku na stopień porucznika w piechocie. Z końcem lutego 1921 r. został zdemobilizowany i przydzielony do Polskiej Organizacji Wojskowej Górnego Śląska, w której zajął się organizacją batalionu pod Raciborzem. Uczestniczył w III powstaniu śląskim i walkach pod Górą Św. Anny jako doradca techniczny dowódcy batalionu w 15 Raciborskim Pułku Piechoty (przedtem noszącym nazwę 4 Pułku Strzelców Raciborskich). Po zakończeniu powstania powrócił do macierzystego 38 pułku piechoty, w którym objął dowództwo kompanii.
Naczelny Wódz dekretem L.2641 z dnia 26 lutego 1921 roku odznaczył ówczesnego podporucznika 38 pułku piechoty Bohdana Stanisława Sołtysa Krzyżem Srebrnym Orderu Virtuti Militari. Order ten nadano za męstwo wykazane w dniu 30 sierpnia 1920 r. w bitwie pod wsią Tadanie w trakcie wojny polsko-bolszewickiej. Wówczas to 4 kompania 38 pułku piechoty przeprowadzała kontratak na utracone pozycje. Kontratak ten zaległ pod silnym ogniem bolszewickich karabinów maszynowych, prowadzonym z drugiej strony Bugu, i nie wykazywał szans powodzenia. Wtedy ppor. Sołtys na czele jednego plutonu karabinów maszynowych i jednego plutonu piechoty podszedł niepostrzeżenie pod samą wieś (na początku tej akcji został pod nim zabity koń) i uderzył na nią od zachodniej strony. Manewrem tym umożliwił 4 kompanii zdobycie wyznaczonych pozycji. 
Dekretem Naczelnika Państwa i Wodza Naczelnego z dnia 3 maja 1922 r. (dekret L. 19400/O.V.) został zweryfikowany w randze kapitana ze starszeństwem z dniem 1 czerwca 1919 r. i 1022. lokatą w korpusie oficerów piechoty. W okresie tym nadal pełnił służbę w 38 pułku piechoty z Przemyśla. W pułku tym służył również przez kolejne lata, zajmując w roku 1923 – 926. lokatę wśród kapitanów, a w roku 1924. – 501 lokatę pośród kapitanów korpusu oficerów piechoty. Z dniem 7 stycznia 1925 r. został odkomenderowany na IX-ty pięciomiesięczny Kurs Doszkolenia Młodszych Oficerów Piechoty w Chełmnie.
Na mocy rozporządzenia ministra spraw wojskowych - gen. dyw. Władysława Sikorskiego - został w 1925 roku przeniesiony (w korpusie oficerów piechoty), bez prawa do należności za przesiedlenie, z 38 pp do 40 pułku piechoty. Z dniem 1 sierpnia 1925 r., jako kapitan 40 pp, został zatwierdzony na stanowisku wykładowcy w Batalionie Szkolnym Piechoty Okręgu Korpusu Nr VI. Rozporządzeniem Ministra Spraw Wojskowych z dnia 28 października 1926 r. został przydzielony (w korpusie oficerów piechoty) z Batalionu Szkolnego Piechoty Nr 6, z powrotem do 40 pułku piechoty. W dniu 18 lutego 1928 r. został, przez Prezydenta Rzeczypospolitej – Ignacego Mościckiego, awansowany do stopnia majora ze starszeństwem z dniem 1 stycznia 1928 r. i 27. lokatą w korpusie oficerów piechoty. Zarządzeniem z dnia 26 kwietnia 1928 r. został przeniesiony (jako oficer nadetatowy 40 pp) do kadry oficerów piechoty, z równoczesnym przydziałem do lwowskiego Dowództwa Okręgu Korpusu Nr VI na stanowisko referenta. W okresie tym zajmował nadal 27. lokatę pośród majorów piechoty ze swego starszeństwa. W dniu 5 listopada 1928 r. został przeniesiony służbowo na stanowisko rejonowego komendanta Przysposobienia Wojskowego przy 12 Dywizji Piechoty w Tarnopolu.
Minister Spraw Wojskowych zarządzeniem z dnia 23 grudnia 1929 r. przeniósł majora Bohdana Sołtysa z 12 Dywizji Piechoty do 52 pułku piechoty, na stanowisko dowódcy batalionu. W połowie 1930 roku zajmował 403. lokatę łączną pośród majorów korpusu oficerów piechoty (była to jednocześnie 24. lokata w starszeństwie). Od sierpnia 1931 r. był wykładowcą w Centrum Wyszkolenia Piechoty w Rembertowie, zajmując w 1932 roku 23. lokatę wśród majorów piechoty w swoim starszeństwie. W roku 1933 nadal wykładał w rembertowskim CWPiech., a na dzień 1 lipca tego roku klasyfikowany był na 261. miejscu wśród wszystkich majorów korpusu piechoty (była to 20. lokata w swoim starszeństwie). W dniu 7 czerwca 1934 r. ogłoszono jego przeniesienie na stanowisko dowódcy II batalionu 67 pułku piechoty detaszowanego w Toruniu. Na dzień 5 czerwca 1935 roku zajmował 181. lokatę łączną wśród majorów piechoty (była to jednocześnie 16. lokata w starszeństwie). Awansowany do stopnia podpułkownika z dniem 1 stycznia 1936 r. i 18 lokatą wśród oficerów piechoty, został następnie wyznaczony na stanowisko I zastępcy dowódcy 67 pułku piechoty. Na dzień 23 marca 1939 r. nadal zajmował 18. lokatę wśród podpułkowników korpusu piechoty w swoim starszeństwie i pełnił funkcję zastępcy dowódcy 67 pp.

## Kampania wrześniowa
W ramach przedwrześniowej mobilizacji został dowódcą Ośrodka Zapasowego 4 Dywizji Piechoty, a od 7 września objął dowództwo nowo utworzonego (z rozkazu gen. bryg. Mikołaja Bołtucia) dwubatalionowego pułku Obrony Narodowej (w skład którego weszły batalion ON „Brodnica” i batalion ON „Jabłonowo”). Na czele swego oddziału wziął udział w bitwie nad Bzurą. 11 września o godzinie 20.00 objął, z rozkazu dowódcy 4 Dywizji Piechoty, dowodzenie włocławskim 14 pułkiem piechoty. Dotychczasowy dowódca 14 pp, ppłk dypl. Włodzimierz Brayczewski, został bowiem ranny i z powodu pogarszającego się stanu zdrowia nie mógł dalej pełnić swych obowiązków. Poległ 12 września w okolicach wsi Sapy i Strzebieszew podczas próby zawrócenia rozwijającego się natarcia własnego II batalionu 14 pp (w tym celu wyjechał konno do dowódcy II batalionu, razem z dowódcą kompanii zwiadowców 14 pp – porucznikiem Feliksem Stawickim). Został wówczas ciężko postrzelony w miednicę, a następnie zastrzelony strzałem w głowę przez niemieckiego dywersanta (według relacji por. Stawickiego, ppłk Sołtys został postrzelony z odległości 2 metrów przez Niemców, którzy próbowali wziąć ich żywych do niewoli). Pochowany został na Cmentarzu Komunalnym w Bielawach. 
W dniu 1 lipca 1945 r. Naczelny Wódz Polskich Sił Zbrojnych, gen. dyw. Tadeusz Bór-Komorowski, zatwierdził pośmiertny awans ppłk. Sołtysa do stopnia pułkownika służby stałej piechoty z dniem 1 stycznia 1946 roku.
Dwaj bracia Bohdana Sołtysa, Janusz i Miłosz Michał, również służyli w Legionach Polskich .

## Ordery i odznaczenia
- Krzyż Srebrny Orderu Wojskowego Virtuti Militari[43]
- Krzyż Niepodległości (9 listopada 1932)[44]
- Krzyż Walecznych (dwukrotnie[l])[33]
- Złoty Krzyż Zasługi (16 marca 1934)[45]
- Śląski Krzyż Powstańczy (pośmiertnie)[7]
- Medal Pamiątkowy za Wojnę 1918–1921[46]
- Odznaka za Rany i Kontuzje (dwukrotnie)[46]
- Krzyż Obrony Lwowa[46]
- Odznaka Pamiątkowa 2 pułku ułanów[46]

## Upamiętnienie
W październiku 2018 roku podpułkownik Bohdan Sołtys wybrany został bohaterem województwa opolskiego, w plebiscycie POLREGIO zorganizowanym z okazji 100-lecia odzyskania przez Polskę niepodległości. W związku z tym jeden z pociągów opolskiego POLREGIO otrzymał oprawę graficzną z imieniem ppłk. Sołtysa i w takich barwach kursował przez 2 lata .